# ヤクルトヘルスフーズ
ヤクルトヘルスフーズ株式会社は、日本の食品会社。健康食品等の製造・販売を行っている。ヤクルト本社の完全子会社である。

## 概要
キリングループとヤクルトグループ双方の研究開発力を結集し、安全でおいしい健康食品を作ることを目的に、キリンホールディングス（当時は麒麟麦酒）とヤクルト本社の共同出資で「キリンヤクルトネクストステージ株式会社」として設立された。しかし、思ったような提携効果が現れないことから、2008年11月19日にヤクルト主導による事業再生計画を発表。「ヤクルトレディ」などヤクルトの経営資源をフル活用した事業展開を図る。

## 沿革
- 2006年10月1日 - キリンヤクルトネクストステージ株式会社として営業開始。
- 2007年1月 - キリンウェルフーズ社の事業を継承（同社のアガリクス製品における癌プロモーター作用問題への対応）。
- 2008年11月 - ヤクルトグループ主導による事業再生計画を発表。
- 2009年
  - 1月末 - 通信販売事業を終了。全ての通販限定商品と一部の市販商品の生産を終了し、商品ラインナップを絞り込む。
  - 2月末 - 栃木佐野工場（栃木県佐野市）を閉鎖し、生産機能を大分真玉工場（大分県豊後高田市）に集約。
  - 3月1日 - ヤクルト本社出身の丸山秀明専務が新社長に就任。
- 4月1日 - ヤクルト本社の完全子会社となるとともに、社名をヤクルトヘルスフーズに変更し、本社を東京から大分真玉工場内へ移転。
- 2010年4月26日 - 東京事業所(渋谷区幡ヶ谷2-39-8)を移転(中央区八丁堀3-12-8)。東京支社と名称も併せて変更。

## 主な商品
- 私の青汁
- サプリズム
- 国産ケール
  - 朝のフルーツ青汁
  - 青汁のめぐり
  - 葉っぱのミルク

等